# کیست میکروبی

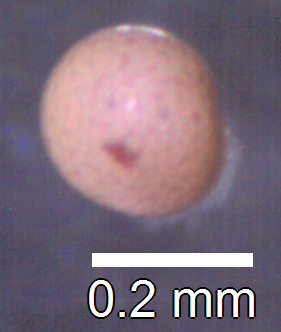
کیست آرتمیا سالینا

کیست میکروبی، فاز استراحت یا خفتگی یک میکروارگانیسم است. این میکروارگانیسم معمولاً یک باکتری یا یکی از آغازیان یا به ندرت، جانداری از بی‌مهرگان است. کیست به این جانداران کمک می‌کند که در شرایط نامطلوب زیست‌محیطی زنده بمانند. این مرحله از زندگی این موجودات را می‌توان به عنوان مرحلهٔ زیست تعویقی در نظر گرفت که در آن فرآیندهای متابولیک سلول کند می‌شود و سلول تمام فعالیت‌ها مانند تغذیه و حرکت را متوقف می‌کند. کیست شدن (Encystment) به میکروب کمک می‌کند تا به راحتی از میزبانی به میزبان دیگر یا به محیطی مطلوب‌تر جابه‌جا شود. هنگامی که میکروبِ کیست‌شده به محیطی مساعد برای رشد و بقای خود می‌رسد، دیواره کیست در فرایند غیرکیستی شدن (Excystation)، شکسته می‌شود.
شرایط محیطی نامطلوب مانند کمبود مواد مغذی یا اکسیژن، دمای بالا، کمبود رطوبت، پی‌اچ نامطلوب و وجود مواد شیمیایی سمی که برای رشد میکروب مساعد نیستند، منجر به ایجاد کیست می‌شود.

## تشکیل کیست در گونه‌های مختلف

### در باکتری‌ها
کیست شدن در باکتری‌ها به‌عنوان مثال، در ازتوباکترها با تغییرات در دیواره سلولی رخ می‌دهد. سیتوپلاسم منقبض می‌شود و دیواره سلولی باکتری، ضخیم می‌شود. کیست‌های باکتریایی از نظر نحوه تشکیل و همچنین میزان مقاومت در برابر شرایط نامساعد با اندوسپورها متفاوت هستند. اندوسپورها بسیار مقاوم‌تر از کیست‌ها هستند.

### در نماتودها
برخی نماتودها مانند نماتود کیستی سویا و نماتود کیستی سیب‌زمینی، فرایند کیست شدن، بخشی از چرخهٔ زندگی آن‌هاست.

### در پروتیست‌ها

چرخهٔ زندگی ژیاردیا

پروتیست‌ها، به ویژه پروتوزوئاها، اغلب در مراحل مختلف چرخه زندگی خود در معرض شرایط بسیار سخت قرار می‌گیرند. به عنوان مثال، انتاموبا هیستولیتیکا، یک انگل روده رایج است که باعث اسهال خونی می‌شود، باید محیط بسیار اسیدی معده را پیش از رسیدن به روده و همچنین شرایط مختلف غیرقابل پیش‌بینی مانند خشکی و کمبود مواد مغذی را هنگامی که خارج از جاندار میزبان است تحمل کند. کیست‌های تک‌یاخته در مقایسه با کیست‌های باکتریایی در برابر شرایط نامطلوب، مقاومت کمتری دارند. علاوه بر بقا، ترکیب شیمیایی دیواره‌های کیست تک‌یاخته‌ای‌هایی خاص، ممکن است در پراکندگی آن‌ها نقش داشته باشد. سایر انگل‌های تک‌یاخته‌ای روده مانند ژیاردیا لامبلیا و کریپتوزپوریدیوم نیز به‌عنوان بخشی از چرخه زندگی خود، کیست (نوعی اووسیت) تولید می‌کنند. به‌دلیل وجود پوستهٔ بیرونی سخت کیست، کریپتوسپوریدیوم و ژیاردیا در برابر ضدعفونی‌کننده‌های رایج مورد استفاده در تأسیسات تصفیه آب مانند کلر مقاوم هستند.
در برخی از تک‌یاخته‌ها، جاندار تک‌سلولی در حین یا پس از انسداد تکثیر می‌شود و تروفوزوئیت‌های متعددی را پس از خارج شدن از بدن آزاد می‌کند.

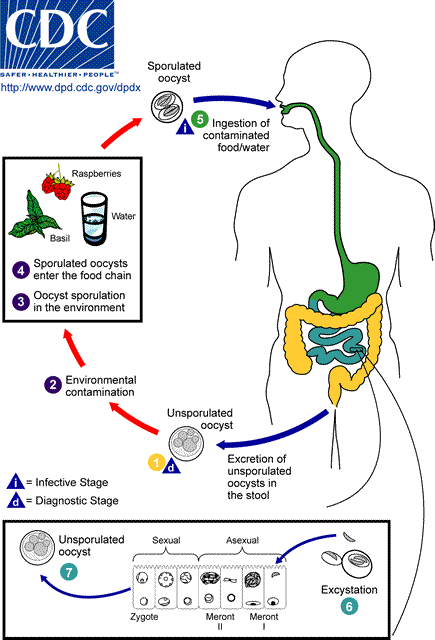
چرخه زندگی کریپتوسپوریدیوم

### در سخت‌پوستان
انواع مختلفی از شاخه‌پایان می‌توانند کیست ایجاد کنند. این سازگاری برای زندگی در آب‌گیرهای موقتی در زیستگاه‌های دارای آب شیرین یا آب شور است که به پراکندگی از طریق باد یا در دستگاه گوارش پرندگان نیز کمک می‌کند. کیست‌های دافنی پس از ۶۰۰ سال دفن دوباره احیا شده‌اند. نمونه‌هایی از آبشش‌پایان عبارت‌اند از: آرتمیا و سپرمیگو.

### در سایر جانوران
برخی از صدفیان، پاروپایان و چرخان‌تباران نیز کیست دیاپوز تولید می‌کنند.